# 손지현 (관료)
손지현(孫之鉉, 일본식 이름: 마고나가 히가시(孫長 東), 1867년 음력 3월 14일 ~ ?)은 조선 말기의 문신이자 대한제국과 일제강점기의 관료이다. 경상남도 밀양군 부내면 출생이며 지난날 한때 경상남도 김해군 김해면에서 잠시 유아기를 보낸 적이 있는 그는 경상남도 밀양군 밀양면 교동리에서 성장하였다. 본관은 밀양(密陽)이고 호(號)는 산남(山南)이다.

## 생애
경상남도 밀양군 부내면 출신이나 일설에는 밀양면 교동리 출신이라고도 한다. 조선총독부의 인사기록에 의하면 그의 본적지는 교동리 812번지로 되어 있다.
진사시험에 합격하고 1885년 3월 18일 성균관에 입학하여 성균관 유생이 되었다. 3월 26일 경기전참봉 판임관 8등에 임명되었다가 3월 28일 목릉참봉 판임관 8등이 되었다가 그해 8월 의원면직하였다. 1887년 외무부참서관, 정3품으로 승진한 뒤 외무부 총무국장이 되었다.
1899년 진주군수, 1900년에 조선 선조의 능인 목릉 참봉으로 임명되는 등 대한제국 말기에 관리로 재직하였다. 관료생활 외에도 그는 1908년 대한학회의 회원으로 활동했고, 1909년 교남교육회에 가입하여 회원으로 활동했다.
외부 참서관을 거쳐 1910년에 밀양군수로 발령받았으며, 얼마 지나지 않아 한일 병합 조약이 체결되었다. 이때 조선총독부로 소속을 옮겨 다시 밀양군수에 임명되었다.
1912년 울산군수가 되었다. 이후 1914년 경상남도 창원군과 1916년 경산군 군수로 재직하다가 1918년에 퇴직하였다. 퇴관 당시 종7위에 서위되어 있었고, 1912년에 한국병합기념장도 수여받은 바 있다.
퇴직한 이듬해인 1919년에는 경상남도청 제3부 도참사(道參事)가 되었다. 참사는 도지사의 자문직으로, 조선인 참사가 각 도마다 3명씩 임명되었다. 1919년 3.1 만세 운동이 발생하자, 그해 5월 18일 경상남도의 울산, 동래, 김해, 통영, 창원, 마산, 부산 지역의 만세 운동 가담자를 설득, 해산시키는 역할을 부여받았으나 어머니가 위독하여 거절하였다.
1920년에는 민선으로 경상남도 도평의원에 출마, 당선되는 등 이 지역 유지로 활동하였다. 1921년 한때 중추원 참의 후보자로 추천되기도 하였다. 1928년에 쇼와대례기념장을 수여받았다.

### 사후
2008년 민족문제연구소가 발표한 친일인명사전 수록예정자 명단 중 관료 부문에 총독부 관리를 지낸 아들 손영목과 함께 선정되었다.

## 가족 관계
- 장남 : 손영목(孫永穆, 1888년 11월 21일 ~ 1950년 5월 7일)
- 자부 : 이주희(李周禧, 1902년 11월 - ?)
  - 손자 : 손학개(孫鶴介, 1924년 - ?)
  - 손자 : 손학웅(孫鶴雄, 1926년 - )
  - 손자 : 손학영(孫鶴英, 1929년 - )
  - 손녀 : 손학한(孫鶴漢, 1922년 - ?)
  - 손녀 : 손봉한(孫鳳漢, 1931년 - )
  - 손녀 : 손용한(孫龍漢, 1933년 - )

## 같이 보기
- 손영목

## 참고자료
- 손지현(孫之鉉) - 국사편찬위원회